# Laura Thorpe
Laura Thorpe (* 24. Mai 1987) ist eine ehemalige französische Tennisspielerin.

## Karriere
Thorpe, die im Alter von sieben Jahren mit dem Tennissport begann, spielt am liebsten auf Teppichboden. Auf Turnieren des ITF Women’s Circuit gewann sie bislang zwei Einzel- und 16 Doppeltitel.
Bei den French Open erhielt sie seit 2008 jeweils eine Wildcard für die Doppelkonkurrenz, 2013 kam sie dort erstmals über die erste Runde hinaus.

## Turniersiege

### Einzel
| Nr. | Datum             | Turnier        | Kategorie   | Belag | Finalgegnerin     | Ergebnis      |
| --- | ----------------- | -------------- | ----------- | ----- | ----------------- | ------------- |
| 1.  | 16. Juli 2006     | Le Touquet     | ITF $10.000 | Sand  | Iryna Kuryanovich | 6:2, 3:6, 6:3 |
| 2.  | 29. November 2009 | La Vall d’Uixó | ITF $10.000 | Sand  | Amanda Carreras   | 6:2, 6:2      |

### Doppel
| Nr. | Datum             | Turnier        | Kategorie    | Belag     | Partnerin           | Finalgegnerinnen                        | Ergebnis         |
| --- | ----------------- | -------------- | ------------ | --------- | ------------------- | --------------------------------------- | ---------------- |
| 1.  | 19. Februar 2006  | Mallorca       | ITF $10.000  | Sand      | Marta Fraga-Perez   | Estrella Cabeza-Candela Nuria Roig-Tost | 6:4, 7:5         |
| 2.  | 15. Februar 2009  | Mallorca       | ITF $10.000  | Sand      | Neda Kozic          | Simona Dobrá Magdalena Kiszczyńska      | 6:3, 2:6, [10:3] |
| 3.  | 2. August 2009    | Vigo           | ITF $25.000  | Hartplatz | Karolina Kosińska   | Jade Curtis Georgie Stoop               | 7:63, 6:2        |
| 4.  | 22. November 2009 | Kairo          | ITF $25.000  | Sand      | Mihaela Buzărnescu  | Fatma Al-Nabhani Galina Fokina          | 6:4, 6:0         |
| 5.  | 22. Januar 2012   | Plantation     | ITF $25.000  | Sand      | Catalina Castano    | Jessica Pegula Ahsha Rolle              | 6:4, 6:2         |
| 6.  | Juni 2012         | Marseille      | ITF $100.000 | Sand      | Séverine Beltrame   | Kristina Barrois Olha Sawtschuk         | 6:1, 6:4         |
| 7.  | Juni 2012         | Montpellier    | ITF $25.000  | Sand      | Séverine Beltrame   | Mailen Auroux María Irigoyen            | 4:6, 6:4, [10:6] |
| 8.  | Juni 2012         | Rom            | ITF $25.000  | Sand      | Marie-Ève Pelletier | Julia Cohen Walentina Iwachnenko        | 6:0, 3:6, [10:8] |
| 9.  | Juli 2012         | Biarritz       | ITF $100.000 | Sand      | Séverine Beltrame   | Lara Arruabarrena Monica Puig           | 6:2, 6:3         |
| 10. | August 2012       | Charleroi      | ITF $25.000  | Sand      | Séverine Beltrame   | Ilona Kramen Diāna Marcinkēviča         | 3:6, 6:4, [10:7] |
| 11. | 28. Juni 2013     | Périgueux      | ITF $25.000  | Sand      | Michaela Hončová    | Anna Katalina Alzate Dia Ewtimowa       | 7:67, 6:1        |
| 12. | 6. September 2013 | Mestre         | ITF $50.000  | Sand      | Stephanie Vogt      | Petra Krejsová Tereza Smitková          | 7:65, 7:5        |
| 13. | 4. Oktober 2013   | La Vall d’Uixó | ITF $25.000  | Sand      | Florencia Molinero  | Cindy Burger Arantxa Rus                | 6:1, 6:4         |
| 14. | 6. Juli 2014      | Contrexéville  | ITF $100.000 | Sand      | Alexandra Panowa    | Irina-Camelia Begu María Irigoyen       | 6:3, 4:0 Aufgabe |
| 15. | 10. Mai 2015      | Cagnes-sur-Mer | ITF $100.000 | Sand      | Johanna Konta       | Jocelyn Rae Anna Smith                  | 1:6, 6:4, [10:5] |
| 16. | 6. Juni 2015      | Marseille      | ITF $100.000 | Sand      | Tatiana Búa         | Nicole Melichar Maryna Zanevska         | 6:3, 3:6, [10:6] |

## Abschneiden bei Grand-Slam-Turnieren

### Doppel
| Turnier         | 2008 | 2009 | 2010 | 2011 | 2012 | 2013 | 2014 | 2015 | Bilanz | Karriere |
| --------------- | ---- | ---- | ---- | ---- | ---- | ---- | ---- | ---- | ------ | -------- |
| Australian Open | —    | —    | —    | —    | —    | —    | —    | —    | 0:0    | —        |
| French Open     | 1    | 1    | 1    | 1    | 1    | 2    | 1    | 1    | 1:8    | 2        |
| Wimbledon       | —    | —    | —    | —    | —    | —    | 1    | —    | 0:1    | 1        |
| US Open         | —    | —    | —    | —    | —    | —    | —    | —    | 0:0    | —        |